# シアトル・マリナーズの歴史
このページではメジャーリーグのアメリカンリーグ西地区に所属するシアトル・マリナーズの歴史である。節目の記録や主な出来事について記載している。

## 球団創設以前

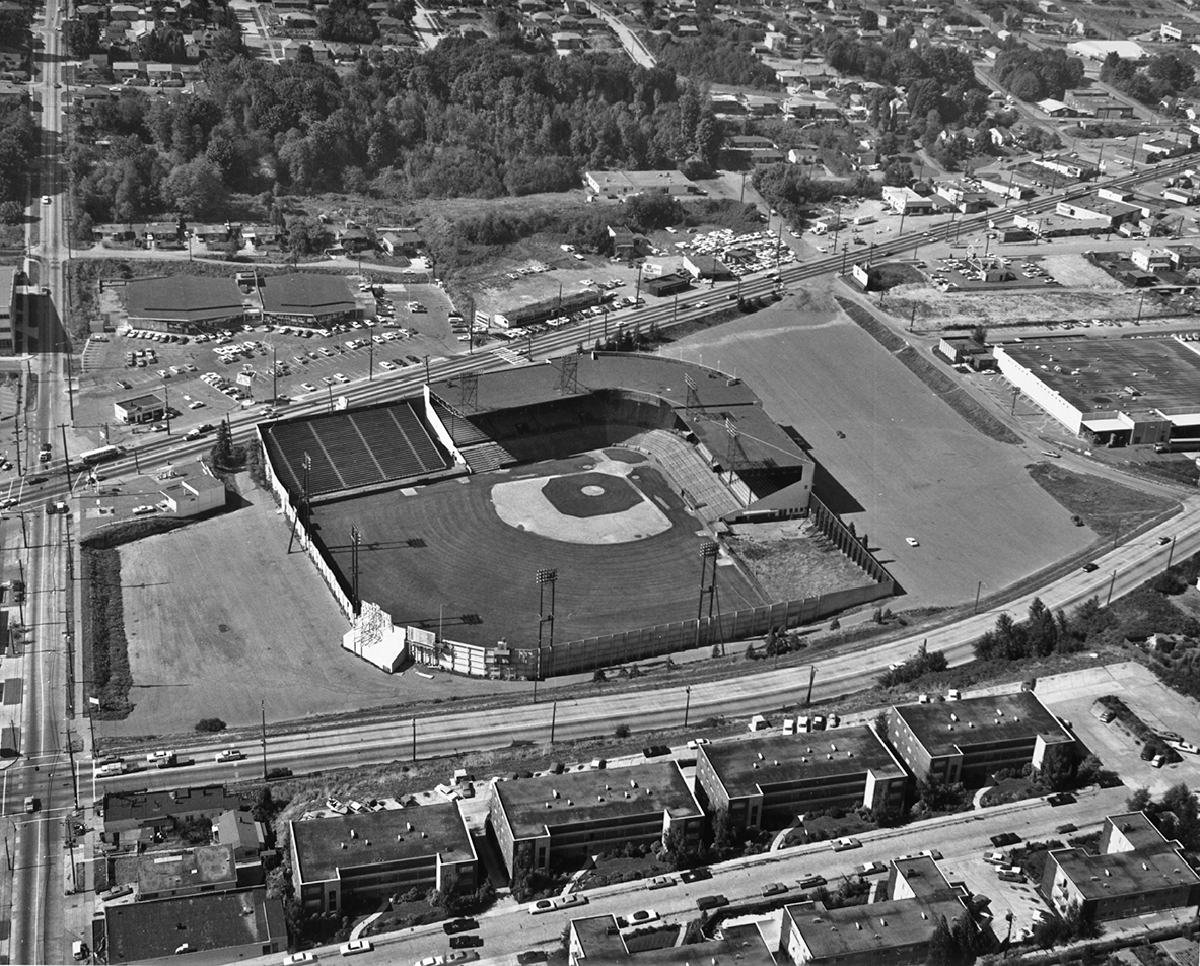
パイロッツの本拠地であったシックズ・スタジアム

1969年に実施されたアメリカンリーグの球団拡張に際して、シアトルにパイロッツ（Pilots）というMLB球団が創設された。しかし、赤字続きだったパイロッツは経営難に陥り、わずか1年でミルウォーキーへと移転。移転した球団はミルウォーキー・ブルワーズとなった。シアトルは、この移転が不当であるとしてMLB機構を告訴。この訴訟は1976年まで続けられたが、MLB機構が1977年のアメリカンリーグ球団拡張でシアトルに球団を設置するという条件を提示、告訴は取り下げられた。

## 1977年 - 1979年
1977年

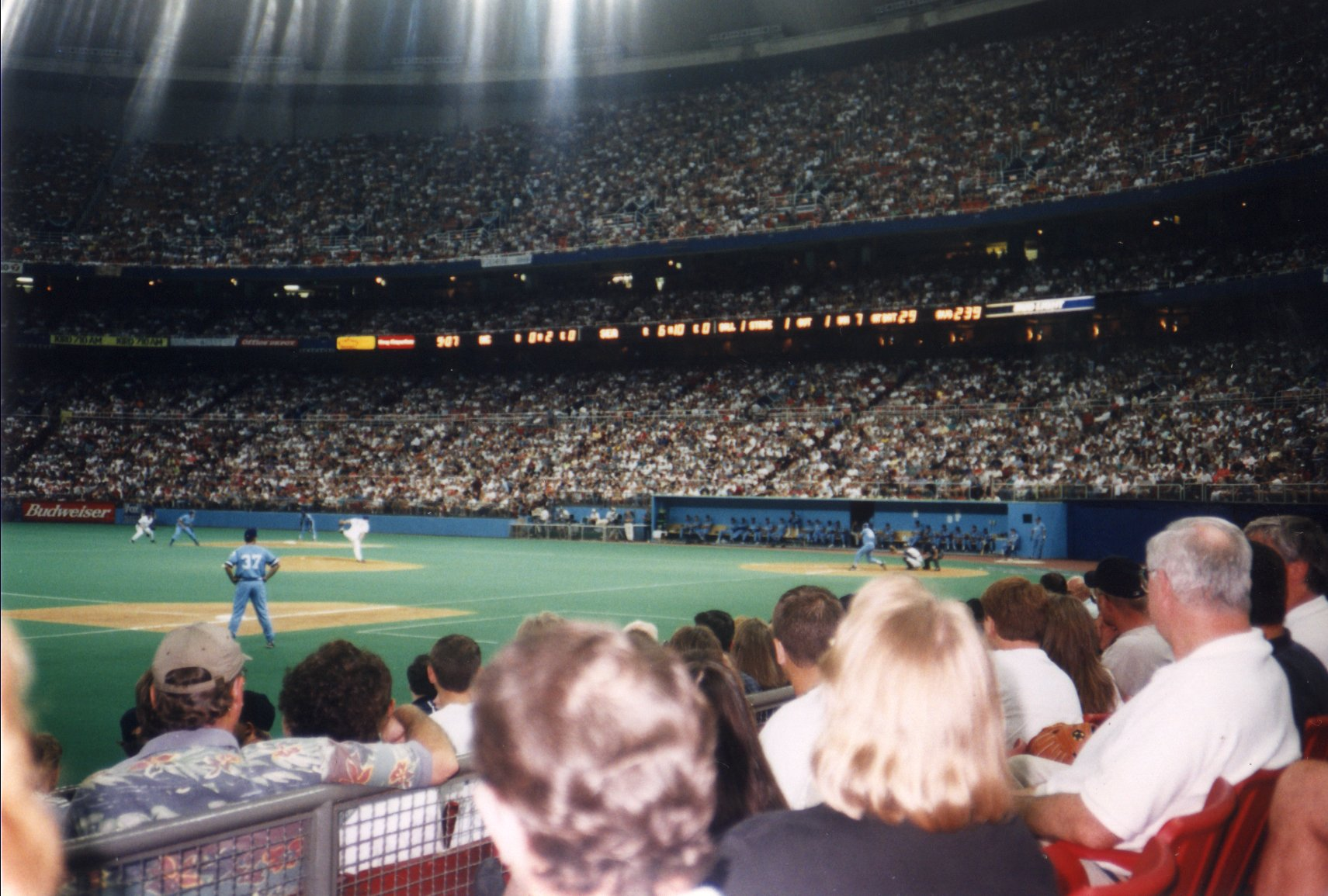
キングドーム内部

球団創設。名称を一般公募した結果、マリナーズ（Mariners）が選ばれた。監督にはダレル・ジョンソンが就任。4月6日、球団史上初の試合となる開幕戦が、完成直後のキングドームで行われた。対戦相手はカリフォルニア・エンゼルス。開幕のマウンドに上がったのは、かつてパイロッツで開幕投手を務めたディエゴ・セギーだった。この試合には57,762人もの大観衆が詰め掛けたが、7対0のスコアで大敗を喫した。7月19日、ルパート・ジョーンズが球団史上初となるMLBオールスターゲーム選出を果たした。この年は64勝98敗という成績でシーズンを負け越した。そして、ここから14シーズン連続負け越しという長きに渡る低迷期が続く。
1978年
7月11日、クレイグ・レイノルズがMLBオールスターゲームに選出を果たした。この年は56勝104敗という成績でシーズンを終え、球団史上初となるシーズン100敗を喫して地区最下位となった。
1979年
フロイド・バニスター、ウィリー・ホートンが加入。6月6日、ウィリー・ホートンが通算300本塁打を達成した。7月17日、キングドームでMLBオールスターゲームが開催され、マリナーズからはブルース・ボクテが選出を果たした。シーズン終了後、ウィリー・ホートンが自身2度目にして球団史上初となる最優秀指名打者賞と同じく球団史上初となるカムバック賞を受賞した。この年は67勝95敗という成績でシーズンを終え、最下位を脱した。

## 1980年 - 1989年
1980年
7月8日、リック・ハニカットがMLBオールスターゲーム出場を果たした。8月4日、ダレル・ジョンソンが監督を解任され、モーリー・ウィルスが就任した。この年は59勝103敗という成績でシーズンを終え、2度目のシーズン100敗を喫して地区最下位に逆戻りした。
1981年
5月6日、モーリー・ウィルスが監督を解任され、レネ・ラッチマンが就任した。8月9日、トム・パチョレックがMLBオールスターゲーム出場を果たした。シーズン終了後、リッチー・ジスクがカムバック賞を受賞した。この年は44勝65敗という成績でシーズンを終え、再び地区最下位を脱した。
1982年
両リーグでサイ・ヤング賞を受賞したゲイロード・ペリーが加入。5月6日、ゲイロード・ペリーが史上15人目となる通算300勝を達成した。7月13日、フロイド・バニスターがMLBオールスターゲーム出場を果たした。シーズン終了後、フロイド・バニスターが球団史上初となる最多奪三振のタイトルを獲得した。この年は76勝86敗という成績でシーズンを終えた。
1983年
6月25日、レネ・ラッチマンが監督を解任され、デル・クランドールが就任した。7月6日、マット・ヤングがMLBオールスターゲーム出場を果たした。この年は60勝102敗という成績でシーズンを終え、3度目のシーズン100敗を喫して3年ぶりの地区最下位となった。
1984年

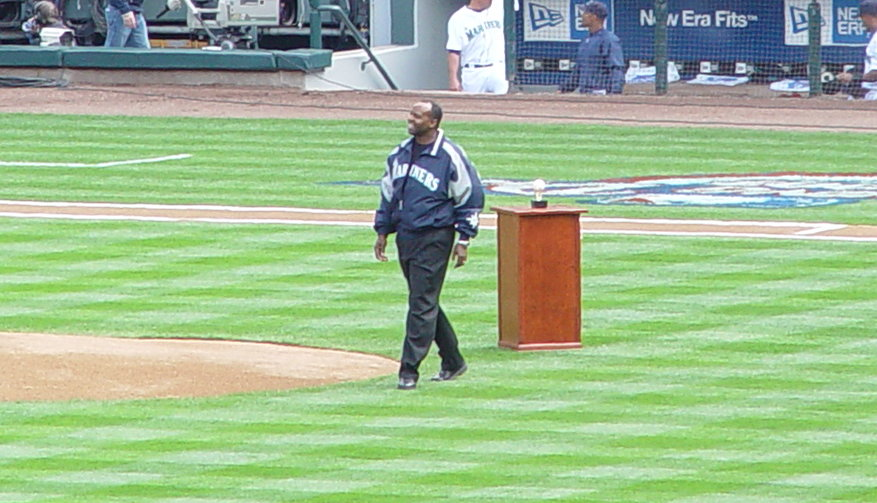
“Mr. Mariner” アルビン・デービス

4月7日、マーク・ラングストンがメジャーデビューを果たした。4月11日、アルビン・デービスがメジャーデビューを果たした。7月10日、アルビン・デービスがMLBオールスターゲーム出場を果たした。11月1日、デル・クランドールが監督を解任され、チャック・コッティアーが就任した。シーズン終了後、アルビン・デービスが球団史上初となるルーキー・オブ・ザ・イヤーを受賞し、マーク・ラングストンが最多奪三振のタイトルを獲得した。この年は74勝88敗という成績でシーズンを終え、最下位を脱した。
1985年
7月16日、フィル・ブラッドリーがMLBオールスターゲーム出場を果たした。シーズン終了後、ゴーマン・トーマスがカムバック賞を受賞した。この年は74勝88敗という成績でシーズンを終えた。
1986年
5月8日、チャック・コッティアーが監督を解任され、暫定監督として1試合だけマーティー・マルチネスがチームの指揮を執った。その後、正式な後任としてディック・ウィリアムズが就任した。7月15日、ジム・プレスリーがMLBオールスターゲーム出場を果たした。シーズン終了後、マーク・ラングストンが2度目の最多奪三振のタイトルを獲得した。この年は67勝95敗という成績でシーズンを終え、3年ぶりの地区最下位となった。
1987年
6月2日、ケン・グリフィー・ジュニアをドラフト1位指名で獲得。7月14日、マーク・ラングストンとハロルド・レイノルズがMLBオールスターゲーム出場を果たした。9月12日、エドガー・マルティネスがメジャーデビューを果たした。シーズン終了後、マーク・ラングストンが2年連続3度目となる最多奪三振のタイトルを獲得し、球団史上初となるゴールドグラブ賞とシルバースラッガー賞を同時受賞した。この年は78勝84敗という成績でシーズンを終え、地区最下位を脱した。
1988年
6月6日、ディック・ウィリアムズが監督を解任され、ジム・スナイダーが就任した。7月12日、ハロルド・レイノルズが2年連続2度目となるMLBオールスターゲーム出場を果たした。7月21日、ジェイ・ビューナーが加入。シーズン終了後、マーク・ラングストンが2年連続2度目となるゴールドグラブ賞を受賞した。また、ハロルド・レイノルズもゴールドグラブ賞を受賞した。そして、ジム・スナイダーが監督を退任した。この年は68勝93敗という成績でシーズンを終え、地区最下位となった。
1989年
ジム・ラフィーバーが監督に就任。4月3日、ケン・グリフィー・ジュニアとオマー・ビスケルがメジャーデビューを果たした。5月25日、マーク・ラングストンがランディ・ジョンソンを含む2対3のトレードで移籍する。7月11日、ジェフ・レナードがMLBオールスターゲーム出場を果たした。シーズン終了後、ハロルド・レイノルズが2年連続2度目となるゴールドグラブ賞を受賞した。この年は73勝89敗という成績でシーズンを終え、地区最下位を脱した。

## 1990年 - 1999年
1990年

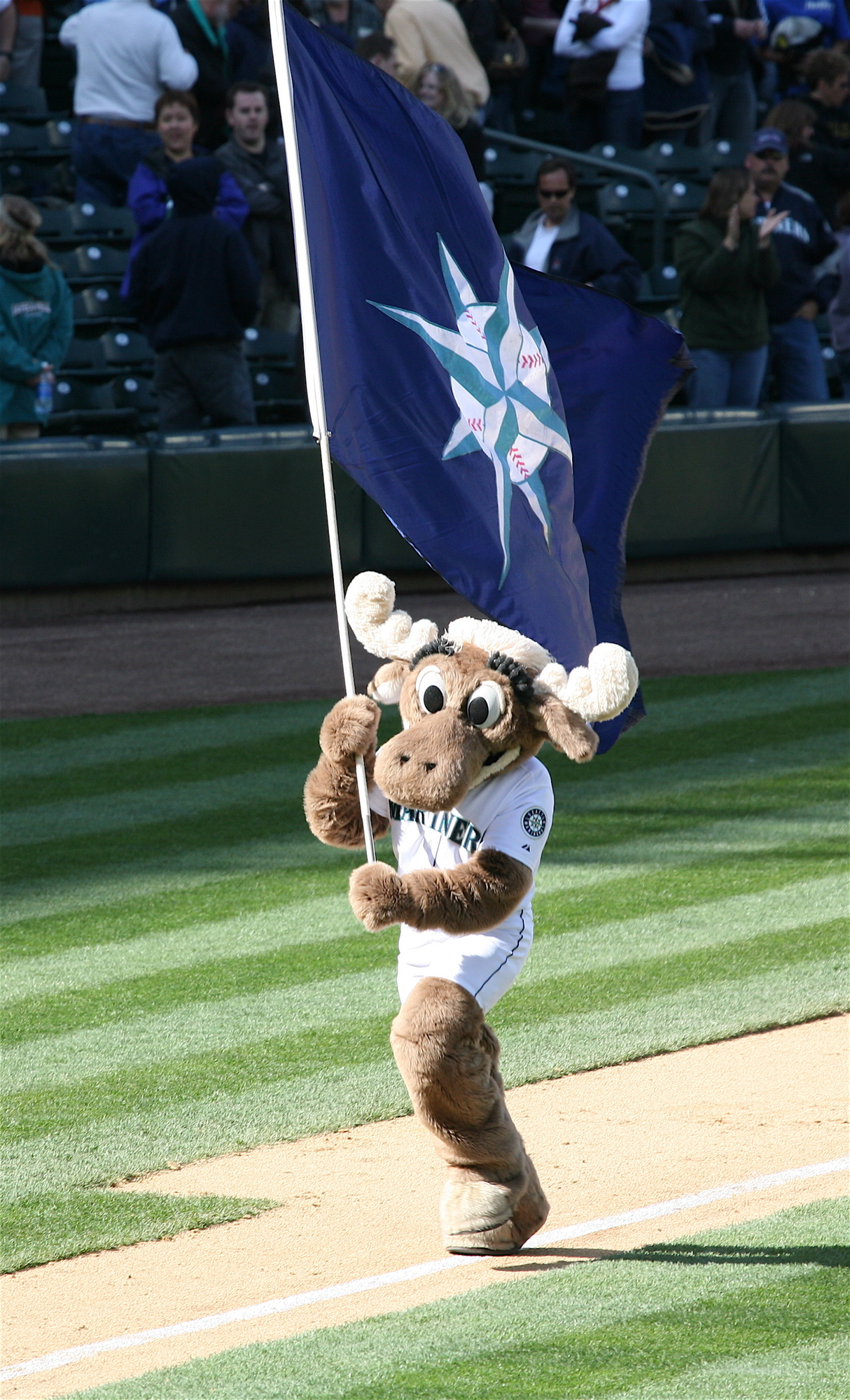
マスコットキャラクター“ムース”

6月2日、ランディ・ジョンソンが球団史上初となるノーヒットノーランを記録した。7月10日、ケン・グリフィー・ジュニアとランディ・ジョンソンがMLBオールスターゲーム選出を果たした。8月29日、ケン・グリフィー・シニアが加入。8月31日、ケン・グリフィー親子がMLB史上初となる「親子同時出場」を果たした。シーズン終了後、ハロルド・レイノルズが3年連続3度目となるゴールドグラブ賞を受賞した。また、ケン・グリフィー・ジュニアもゴールドグラブ賞を受賞した。この年は77勝85敗という成績でシーズンを終えた。
1991年
7月9日、ケン・グリフィー・ジュニアが2年連続2度目となるMLBオールスターゲーム選出を果たした。シーズン終了後、ハロルド・レイノルズが球団史上初となるロベルト・クレメンテ賞を受賞し、ケン・グリフィー・ジュニアが2年連続2度目となるゴールドグラブ賞とシルバースラッガー賞を同時受賞した。そして、ジム・ラフィーバーが監督を退任した。この年は83勝79敗という成績でシーズンを終え、球団創設以来初となる勝ち越しを果たした。
1992年
ビル・プラマーが監督に就任。7月14日、ケン・グリフィー・ジュニアが3年連続3度目、エドガー・マルティネスが初となるMLBオールスターゲーム選出を果たした。また、この試合でケン・グリフィー・ジュニアがオールスターMVPを受賞した。シーズン終了後、エドガー・マルティネスが球団史上初となる首位打者のタイトルを獲得し、シルバースラッガー賞を受賞した。また、ケン・グリフィー・ジュニアが3年連続3度目となるゴールドグラブ賞を受賞し、ランディ・ジョンソンが最多奪三振のタイトルを獲得した。そして、ビル・プラマーが監督を解任された。この年は64勝98敗という成績でシーズンを負け越し、4年ぶりに地区最下位となった。
1993年
ルー・ピネラが監督に就任。4月23日、クリス・ボジオがノーヒットノーランを記録した。6月23日、ジェイ・ビューナーが球団史上初のサイクル安打を記録した。7月13日、ケン・グリフィー・ジュニアが4年連続4度目、ランディ・ジョンソンが初となるMLBオールスターゲーム選出を果たした。シーズン終了後、ケン・グリフィー・ジュニアが4年連続4度目となるゴールドグラブ賞と2度目のシルバースラッガー賞を同時受賞した。また、ランディ・ジョンソンが2年連続2度目となる最多奪三振のタイトルを獲得し、オマー・ビスケルもゴールドグラブ賞を受賞した。この年は82勝80敗という成績でシーズンを終え、地区最下位を脱した。
1994年
7月8日、アレックス・ロドリゲスがメジャーデビューを果たした。7月12日、ランディ・ジョンソンが2年連続2度目、ケン・グリフィー・ジュニアが5年連続5度目となるMLBオールスターゲーム選出を果たした。シーズン終了後、ケン・グリフィー・ジュニアが球団史上初となる最多本塁打のタイトルを獲得し、5年連続5度目となるゴールドグラブ賞と2年連続3度目となるシルバースラッガー賞を同時受賞した。また、ランディ・ジョンソンが3年連続3度目となる最多奪三振のタイトルを獲得した。この年は49勝63敗という成績でシーズンを終えた。
1995年

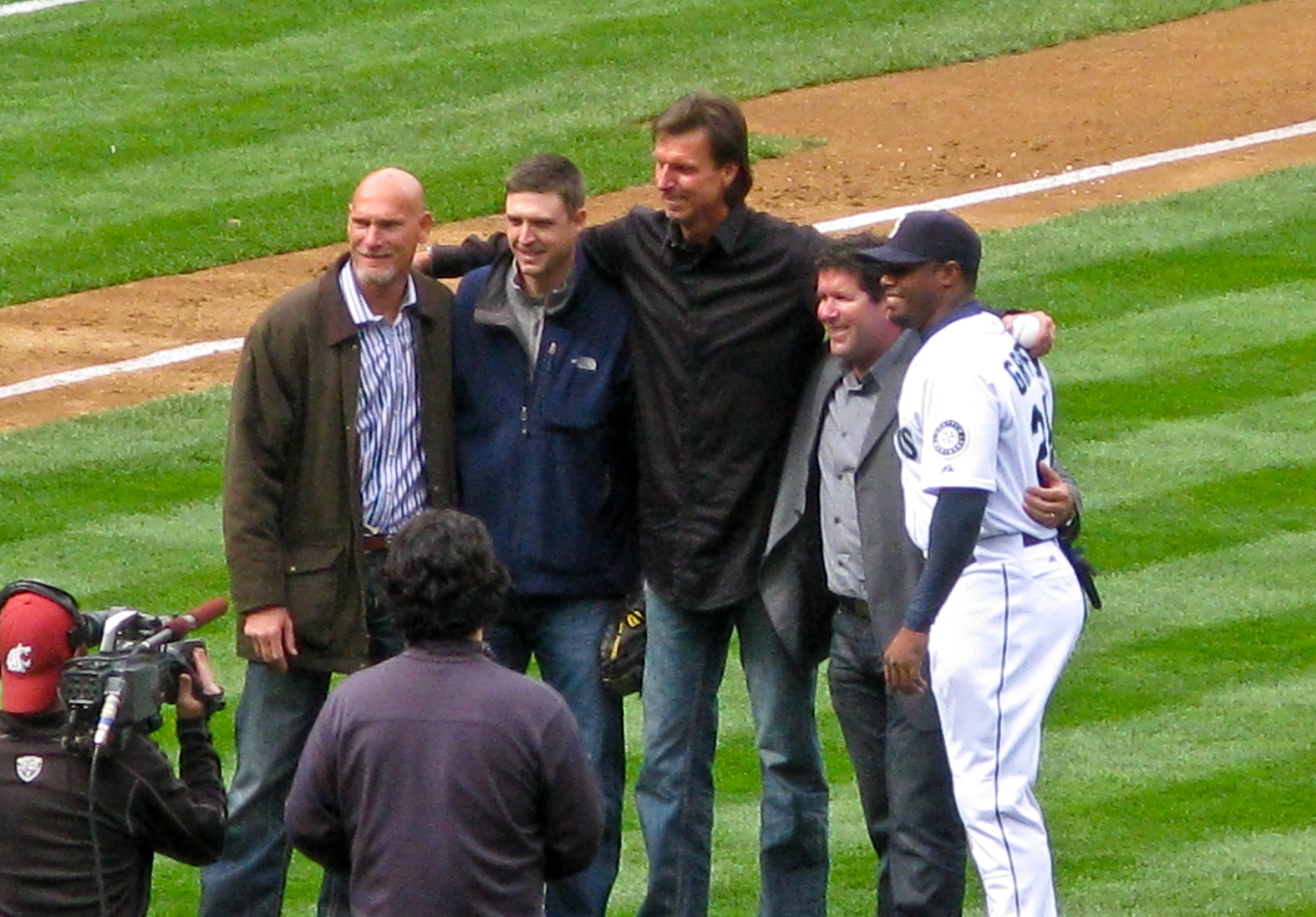
95年優勝時のチームメイト（2010年撮影）
左から順に
- ジェイ・ビューナー
- ダン・ウィルソン
- ランディ・ジョンソン
- エドガー・マルティネス
- ケン・グリフィー・ジュニア

5月26日、ケン・グリフィー・ジュニアが守備でフェンスに激突し、左手首を骨折。全治3か月の大怪我を負った。7月11日、ケン・グリフィー・ジュニアが6年連続6度目、ランディ・ジョンソンが3年連続3度目、エドガー・マルティネスが2度目、ティノ・マルティネスが初となるMLBオールスターゲーム選出を果たした。しかし、ケン・グリフィー・ジュニアは怪我のために出場を辞退した。この年は79勝66敗という成績で球団史上初となる地区優勝を果たした。そして、ディビジョンシリーズにおいてニューヨーク・ヤンキースに3連勝した。しかし、リーグチャンピオンシップシリーズではクリーブランド・インディアンスに対して2勝4敗という結果に終わり、敗退。リーグ優勝はならなかった。シーズン終了後、エドガー・マルティネスが2度目の首位打者を獲得し、2度目のシルバースラッガー賞と最優秀指名打者賞を受賞した。また、ランディ・ジョンソンが4年連続4度目となる最多奪三振のタイトルと球団史上初となる最優秀防御率のタイトルを同時に獲得し、同じく球団史上初となるサイ・ヤング賞を受賞した。そして、ケン・グリフィー・ジュニアが6年連続6度目となるゴールドグラブ賞を受賞し、ルー・ピネラが球団史上初となる最優秀監督賞を受賞した。
1996年
7月7日、マック鈴木がメジャーデビューを果たす。7月9日、ケン・グリフィー・ジュニアが7年連続7度目、エドガー・マルティネスが2年連続3度目、ジェイ・ビューナー、アレックス・ロドリゲス、ダン・ウィルソンが初となるMLBオールスターゲーム選出を果たした。7月30日、ジェイミー・モイヤーが加入。シーズン終了後、アレックス・ロドリゲスがMLB史上3番目の若さで首位打者のタイトルを獲得し、シルバースラッガー賞を受賞した。また、ケン・グリフィー・ジュニアが7年連続7度目となるゴールドグラブ賞と3度目のシルバースラッガー賞を同時受賞し、ジェイビューナーがゴールドグラブ賞を受賞した。この年は85勝76敗という成績でシーズンで終えた。
1997年
7月8日、ケン・グリフィー・ジュニアが8年連続8度目、エドガー・マルティネスが3年連続4度目、ランディ・ジョンソンが4度目、アレックス・ロドリゲスが2年連続2度目、ジョーイ・コーラが初となるMLBオールスターゲーム選出を果たした。9月7日、ケン・グリフィー・ジュニアがMLB史上15人目となるシーズン50本塁打を記録。この年はMLBチーム新記録となる264本塁打を放ち、90勝72敗という成績で2年ぶりとなる地区優勝を果たした。しかし、ディビジョンシリーズでボルチモア・オリオールズに対して1勝3敗という結果に終わり、敗退。2年前同様、リーグ優勝は叶わなかった。シーズン終了後、ケン・グリフィー・ジュニアが2度目の最多本塁打と球団史上初となる最多打点のタイトルを獲得し、8年連続8度目となるゴールドグラブ賞と2年連続4度目となるシルバースラッガー賞、球団史上初となるシーズンMVPを同時受賞した。また、エドガー・マルティネスが3度目のシルバースラッガー賞と2度目の最優秀指名打者賞を受賞した。
1998年
7月7日、ケン・グリフィー・ジュニアが9年連続9度目、アレックス・ロドリゲスが3年連続3度目となるMLBオールスターゲーム選出を果たした。7月31日、ランディ・ジョンソンがフレディ・ガルシアを含む1対3のトレードで移籍する。シーズン終了後、ケン・グリフィー・ジュニアが2年連続3度目となる最多本塁打のタイトルを獲得し、9年連続9度目となるゴールドグラブ賞と3年連続5度目となるシルバースラッガー賞を受賞した。また、アレックス・ロドリゲスがシルバースラッガー賞を受賞した。そして、エドガー・マルティネスが2年連続3度目となる最優秀指名打者賞を受賞した。この年は76勝85敗という成績でシーズンを終え、4年ぶりに負け越しを喫した。
1999年
4月28日、ブライアン・ハンターが加入。7月13日、ケン・グリフィー・ジュニアが10年連続10度目となるMLBオールスターゲーム選出を果たした。7月15日、新本拠地のセーフコ・フィールドが開場。シーズン終了後、ケン・グリフィー・ジュニアが3年連続4度目となる最多本塁打のタイトルを獲得し、10年連続10度目となるゴールドグラブ賞と4年連続6度目となるシルバースラッガー賞を受賞した。また、アレックス・ロドリゲスが2年連続2度目となるシルバースラッガー賞を受賞した。この年は79勝83敗という成績でシーズンを終えた。

## 2000年 - 2009年
2000年
ジョン・オルルド、佐々木主浩が加入。2月10日、ケン・グリフィー・ジュニアがマイク・キャメロンを含む1対4のトレードで移籍する。7月11日、エドガー・マルティネスが5度目、アレックス・ロドリゲスが4度目、アーロン・シーリーが2度目となるMLBオールスターゲーム選出を果たした。しかし、アレックス・ロドリゲスは出場を辞退している。この年は91勝71敗という成績でワイルドカードを奪取。そして、ディビジョンシリーズにおいてシカゴ・ホワイトソックスに3連勝した。しかし、リーグチャンピオンシリーズではニューヨーク・ヤンキースに対して2勝4敗という結果に終わり、敗退。10月30日、アレックス・ロドリゲスがフリーエージェントを宣言し、テキサス・レンジャーズへ移籍した。シーズン終了後、エドガー・マルティネスが最多打点のタイトルを獲得し、4度目の最優秀指名打者賞を受賞した。また、アレックス・ロドリゲスがゴールドグラブ賞と3年連続3度目となるシルバースラッガー賞を受賞した。そして、ジョン・オルルドがゴールドグラブ賞、佐々木主浩がルーキー・オブ・ザ・イヤーをそれぞれ受賞した。
2001年
イチローが加入し、8年ぶりにブレット・ブーンが復帰。6月16日、ジョン・オルルドがサイクル安打を記録した。7月10日、セーフコ・フィールドでMLBオールスターゲームが開催され、マリナーズからはエドガー・マルティネス、ジョン・オルルド、ブレット・ブーン、イチロー、フレディ・ガルシア、ジェフ・ネルソン、佐々木主浩、マイク・キャメロンの8人が選出を果たした。9月29日、イチローがジョー・ジャクソンの持っていたルーキー最多安打記録を90年ぶりに塗り替えた。この年、マリナーズはMLBタイ記録となるシーズン116勝を記録し、球団史上初となるコミッショナー特別表彰を受賞。116勝46敗という成績で4年ぶりとなる地区優勝を果たした。そして、ディビジョンシリーズにおいてクリーブランド・インディアンスを3勝2敗で破った。しかし、リーグチャンピオンシップシリーズではニューヨーク・ヤンキースに対して1勝4敗という結果に終わり、敗退。またしてもリーグ優勝を逃した。シーズン終了後、イチローが首位打者のタイトルを獲得。加えてゴールドグラブ賞、シルバースラッガー賞、シーズンMVP、ルーキー・オブ・ザ・イヤーを同時受賞した。また、エドガー・マルティネスが4度目のシルバースラッガー賞と2年連続5回目となる最優秀指名打者賞を受賞し、ブレット・ブーンが最多打点のタイトルを獲得、シルバースラッガー賞を受賞した。さらに、フレディ・ガルシアが最優秀防御率のタイトルを獲得し、マイク・キャメロンがゴールドグラブ賞を受賞した。そして、ルー・ピネラが2度目の最優秀監督賞を受賞した。
2002年
7月9日、イチロー、フレディ・ガルシア、佐々木主浩の3人が2年連続2度目となるMLBオールスターゲーム出場を果たした。シーズン終了後、イチローが2年連続2度目、ブレットブーンとジョン・オルルドが2度目のゴールドグラブ賞をそれぞれ受賞した。そして、ルー・ピネラが監督を退任した。
この年は93勝69敗でアメリカンリーグ西地区3位、ワイルドカード争いではアナハイム・エンゼルスから6ゲーム差でボストン・レッドソックスと並んで2位タイの成績だった。
2003年
ボブ・メルビンが監督に就任。7月15日、エドガー・マルティネスが7度目、イチローが3年連続3度目、ブレットブーンが3度目、ジェイミー・モイヤーと長谷川滋利が初となるMLBオールスターゲーム選出を果たした。シーズン終了後、ジェイミー・モイヤーがロベルト・クレメンテ賞に加えて、いずれも球団史上初となるハッチ賞とルー・ゲーリッグ賞を同時受賞した。また、ブレットブーンが2年連続3度目のゴールドグラブ賞と2度目のシルバースラッガー賞を受賞した。さらに、イチローが3年連続3度目、ジョン・オルルドが2年連続3度目、マイク・キャメロンが2度目のゴールドグラブ賞をそれぞれ受賞した。そして、エドガー・マルティネスが5度目のシルバースラッガー賞を受賞し、ギル・メッシュがカムバック賞を受賞した。
この年は前年と同じ93勝69敗という勝敗でシーズンを終え地区2位に付けたが、レッドソックスに2ゲーム届かずワイルドカードは獲得出来なかった。
2004年

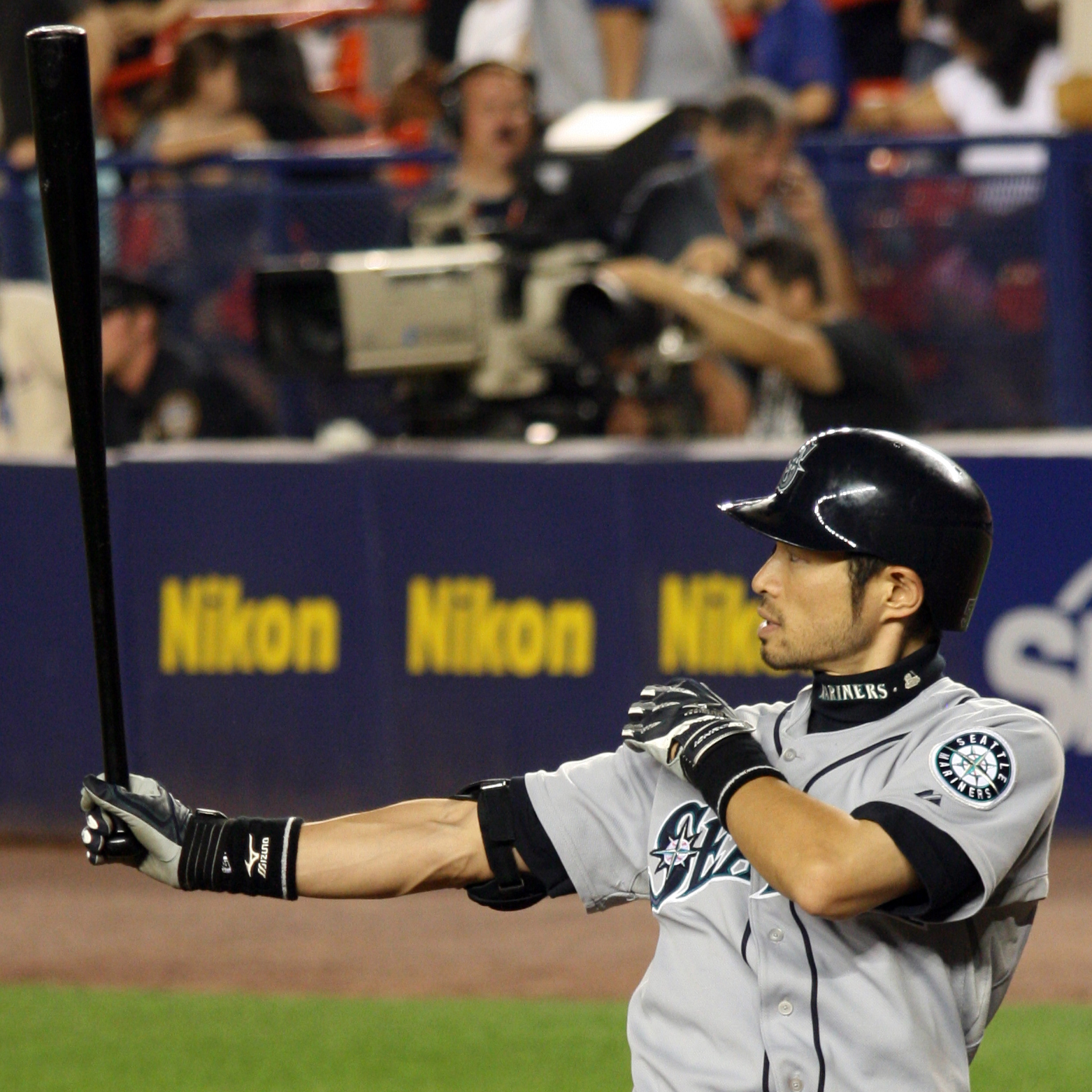
シーズン最多安打記録を更新したイチロー

ラウル・イバニェスが加入。7月13日、イチローが4年連続4度目となるMLBオールスターゲーム出場を果たした。10月1日、イチローがジョージ・シスラーの持つシーズン最多安打記録を84年ぶりに更新した。イチローは2度目の首位打者を獲得し、シーズン終了後に4年連続4度目となるゴールドグラブ賞を受賞した。また、ブレット・ブーンが3年連続4度目となるゴールドグラブ賞を受賞した。そして、エドガー・マルティネスがロベルト・クレメンテ賞を受賞し、現役を引退した。さらに、ボブ・メルビンが監督を退任した。この年は63勝99敗という成績でシーズンを終え、12年ぶりに地区最下位となった。
2005年
マイク・ハーグローヴが監督に就任。リッチー・セクソン、エイドリアン・ベルトレが加入。4月22日、イチローがコミッショナー特別表彰を受賞した。7月12日、イチローが5年連続5度目となるMLBオールスターゲーム選出を果たした。8月4日、フェリックス・ヘルナンデスがメジャーデビューを果たした。シーズン終了後、イチローが5年連続5度目となるゴールドグラブ賞を受賞した。この年は69勝93敗という成績でシーズンを終え、2年連続で地区最下位となった。
2006年
城島健司が加入。7月11日、イチローが6年連続6度目、ホセ・ロペスが初となるMLBオールスターゲーム選出を果たした。シーズン終了後、イチローが6年連続6度目となるゴールドグラブ賞を受賞した。また、イチローとエイドリアン・ベルトレが球団史上初となるフィールディング・バイブル・アワードを共に受賞した。この年は78勝84敗という成績でシーズンを終え、3年連続で地区最下位となった。
2007年
7月1日、マイク・ハーグローヴが契約途中で監督を辞任した。翌日からベンチコーチのジョン・マクラーレンが監督として指揮を執った。7月10日、イチローが7年連続7度目、J・J・プッツが初となるMLBオールスターゲーム選出を果たした。また、この試合でイチローがオールスターMVPを受賞した。シーズン終了後、イチローが7年連続7度目となるゴールドグラブ賞と2度目のシルバースラッガー賞を受賞した。また、エイドリアン・ベルトレもゴールドグラブ賞を受賞した。
この年は88勝74敗という成績でシーズンを終え、4年ぶりに最下位を脱して地区2位となり、ワイルドカード争いでもデトロイト・タイガースと並ぶ2位タイだったが、当時はワイルドカードが1チームにしか与えられなかったためポストシーズン進出は出来なかった。
2008年
カルロス・シルバを4年4400万ドルで獲得し、ボルチモア・オリオールズのエリック・ベダードをジョージ・シェリル、アダム・ジョーンズを含む5対1のトレードで獲得。6月16日、大型契約やトレードを失敗続きに終わらせ、チームを低迷させたとしてビル・バベシがGMを解任された。6月19日、ジョン・マクラーレン監督を解任。暫定的にベンチコーチのジム・リグルマンが残りのシーズンの指揮を執ることになった。7月10日、成績不振のリッチー・セクソンを解雇。7月15日、イチローが8年連続8度目となるMLBオールスターゲーム選出を果たした。9月1日、エイドリアン・ベルトレがサイクル安打を記録した。シーズン終了後、イチローが8年連続8度目となるゴールドグラブ賞を受賞した。また、エイドリアン・ベルトレも2年連続2度目となるゴールドグラブ賞と2度目のフィールディング・バイブル・アワードを受賞した。そして、ビル・バベシの後任としてジャック・ズレンシックがGMに就任した。この年は61勝101敗という成績で、25年ぶり4度目のシーズン100敗を喫して、地区最下位となった。総年俸が1億ドルを超えるチームのシーズン100敗到達はMLB史上初であった。
2009年
ドン・ワカマツが監督に就任。エンディ・チャベス、フランクリン・グティエレス、マイク・スウィーニーが加入し、10年ぶりにケン・グリフィー・ジュニアが復帰した。7月14日、イチローが9年連続9度目、フェリックス・ヘルナンデスが初となるMLBオールスターゲーム選出を果たした。シーズン終了後、イチローが9年連続9度目となるゴールドグラブ賞と3度目のシルバースラッガー賞、2度目のフィールディング・バイブル・アワードを受賞した。また、フェリックス・ヘルナンデスが球団史上初となる最多勝利のタイトルを獲得した。そして、ジャック・ウィルソンがフィールディング・バイブル・アワードを受賞した。この年は85勝77敗という成績でシーズンを終え、ワイルドカード争いでも4位に着けるなどして、前年度の成績から躍進した。

## 2010年 - 2019年

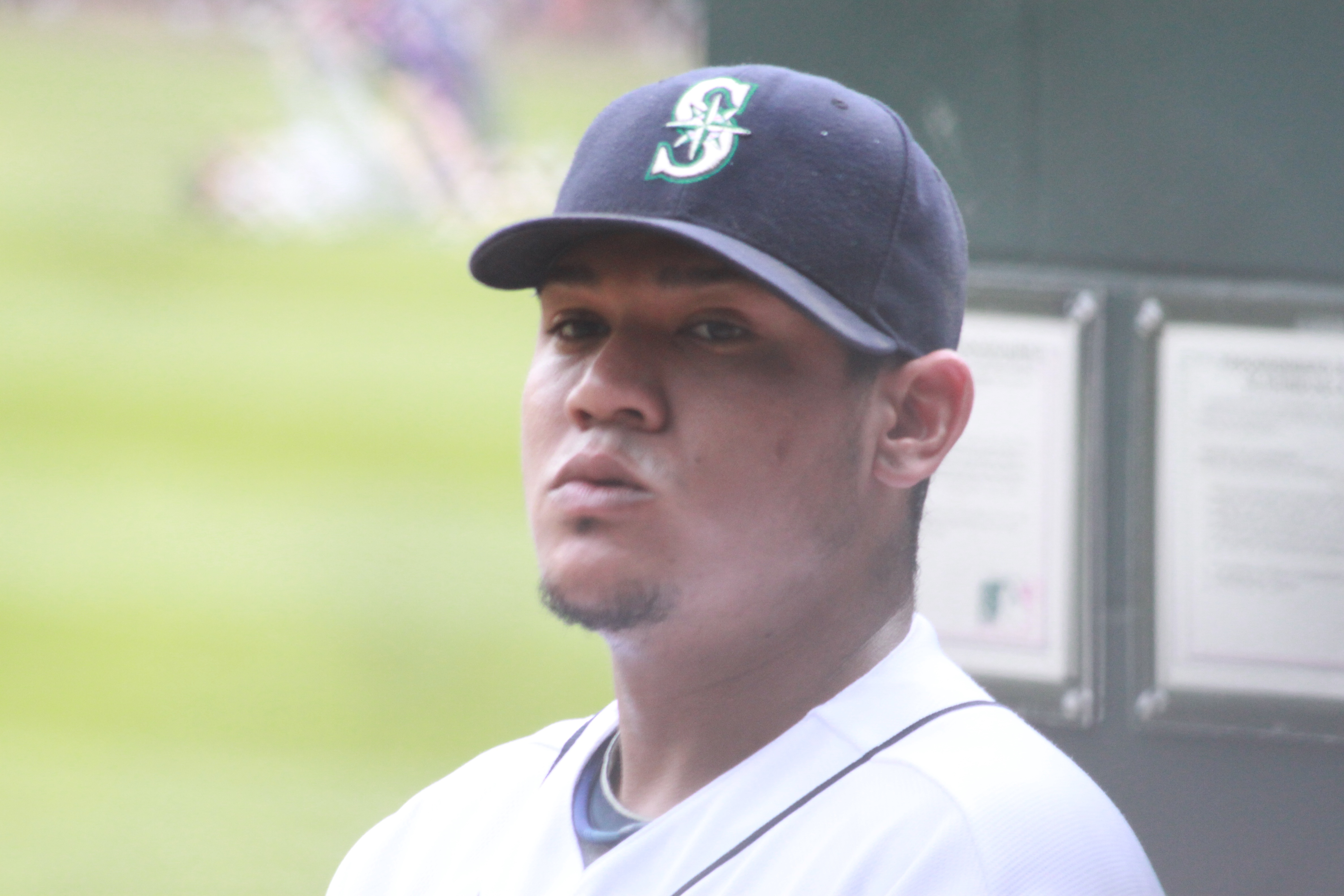
“King Félix” フェリックス・ヘルナンデス

2010年
クリフ・リー、ショーン・フィギンズが加入。6月2日、ケン・グリフィー・ジュニアが引退を発表。7月9日、クリフ・リーとマーク・ロウがジャスティン・スモークを含む2対4のトレードで移籍する。7月13日、イチローが10年連続10度目となるMLBオールスターゲーム選出を果たした。8月9日、ドン・ワカマツ監督が成績不振を理由に解任。同日、タコマ・レイニアーズ監督のダレン・ブラウンが監督代行に就任した。11月10日、マリナーズの試合中継を長年担当していたデイブ・ニーハウスが、心臓発作により急逝した。
この年は2年ぶり5度目となるシーズン100敗を喫するなど61勝101敗という成績で、地区最下位となった。そのうえテキサス・レンジャーズがこの年のワールドシリーズへ進出したことで、アメリカンリーグで唯一ワールドシリーズへ出場したことがないチームとなった。
シーズン終了後、イチローが10年連続10度目となるゴールドグラブ賞を受賞し、2年連続3度目となるフィールディング・バイブル・アワードを受賞した。また、フランクリン・グティエレスもゴールドグラブ賞を受賞した。さらに、フェリックス・ヘルナンデスが最優秀防御率のタイトルを獲得し、サイ・ヤング賞を受賞した。
2011年
エリック・ウェッジが監督に就任。ブレンダン・ライアン、アダム・ケネディ、ジャック・カストが加入し、6年ぶりにミゲル・オリーボが復帰した。4月5日にマイケル・ピネダが、6月17日にはダスティン・アクリーがメジャーデビューを果たした。7月12日、フェリックス・ヘルナンデスが2度目、マイケル・ピネダとブランドン・リーグが初となるMLBオールスターゲーム選出を果たした。この年は67勝95敗という成績で2年連続で地区最下位となり、イチローがメジャーデビュー以降10年連続で記録していた打率3割・200安打・ゴールドグラブ賞・オールスター出場が途切れた。
2012年
主な選手として、岩隈久志と川﨑宗則の日本人選手2人や、マイケル・ピネダらとのトレードでヘスス・モンテロとヘクター・ノエシの若手選手、ベテランのケビン・ミルウッドが加入し、5年ぶりにジョージ・シェリルが復帰した。この年はMLB史上4年ぶり4度目の日本での開幕戦のため、主催のオークランド・アスレチックスとともに日本へ遠征。3月25日に阪神タイガース、26日に読売ジャイアンツとプレシーズンゲームを行った後、3月28日・29日に東京ドームで2試合公式戦を開催した。
7月23日、イチローがD・J・ミッチェル、ダニー・ファーカーの2投手との2対1トレードで、ニューヨーク・ヤンキースに移籍した。
8月15日、フェリックス・ヘルナンデスが球団初、MLB史上23人目となる完全試合を達成した。
チームは75勝87敗で、3年連続の地区最下位となった。
2013年
ラウル・イバネス、マイケル・モースが復帰した他、ジェイソン・ベイに、更にジェイソン・バルガスとのトレードでケンドリス・モラレスを補強。投手ではジョー・ソーンダースを獲得した。また本拠地セーフコ・フィールドの左中間を狭くするなど改造した。こうした打撃面を中心としたテコ入れはある程度奏功し、本塁打はリーグ2位の188本を記録。4年連続でリーグ最下位だったチーム得点・OPSは、それぞれ12位・10位に向上した。また岩隈がシーズンを通じて安定した投球を見せ、ヘルナンデスと共に先発投手の軸になった。7月22日に監督のウェッジが体調不良により休養。翌月復帰したが、シーズン限りで退団となった。チームは71勝91敗で、西地区に新たに加入したヒューストン・アストロズを上回る4位の成績だった。
2014年
ロイド・マクレンドンが監督に就任。ヤンキースからFAとなっていた主砲のロビンソン・カノを10年2億4000万ドルという破格の契約で獲得。更にコリー・ハート、ローガン・モリソンを補強し、昨年から更なる打線強化を図った。投手面でも新クローザーとしてフェルナンド・ロドニーを獲得する等、非常に積極的に動いたオフとなった。フェリックス・ヘルナンデスが16試合連続で7回以上を投げて2失点以内（MLB新記録）と安定した投球を見せ、チームはレギュラーシーズン最終戦までポストシーズン進出を争い87勝75敗の成績を残したが、アスレチックスに1ゲーム及ばずワイルドカード獲得はならなかった。
カイル・シーガーがゴールドグラブ賞を、クリス・ヤングがカムバック賞をそれぞれ受賞した。
12月4日に、オリオールズからFAとなったネルソン・クルーズと4年総額5800万ドルで契約した。
2015年
開幕前にはアメリカのシンクタンクや結果予測サイトでポストシーズン進出は高確率と予想されたが、チームが勝ち越したのは開幕戦に勝利した時点のみで、以降の勝率は年間を通じて5割を超えることはなかった。5月29日には勝率を一時的に5割に戻したが、そこから7連敗を喫してワイルドカード争いから脱落した。
8月12日のオリオールズ戦にて、岩隈久志がノーヒッターを達成した。結果的に、これが岩隈自身MLBで唯一となる完投試合になった。
8月28日、成績不振によりジャック・ズレンシックがGMを解任された。後任には前のエンゼルスGMだったジェリー・ディポートが就任した。
9月27日のエンゼルス戦に敗れたことで、チームは年間の負け越しが決まり、最終成績は76勝86敗で地区4位だった。
10月9日、ロイド・マクレンドン監督の解任が発表された。後任の監督には前エンゼルスGM補佐だったスコット・サーバイスが就任した。
2016年
1月6日、ケン・グリフィー・ジュニアが歴代最高となる得票率99.3%（440票中437票）でアメリカ野球殿堂入りを果たし、在籍時の背番号24がマリナーズ独自のものとしては初めて永久欠番に指定されることとなった。
青木宣親、李大浩、アダム・リンド、クリス・アイアネッタ、スティーブ・クレベンジャー、レオネス・マーティン、ネイト・カーンズ、ライアン・クック、ホアキン・ベノワ、スティーブ・シシェックなどが加入。メンバーが大きく入れ替わった。
チームはレギュラーシーズン終盤までポストシーズン進出を争い86勝76敗の成績を残したが、オリオールズとブルージェイズに3ゲーム及ばずワイルドカード獲得はならなかった。
2017年
エドガー・マルティネスの背番号11が、永久欠番に指定されることになった。
ヨバニ・ガヤルド、ジャロッド・ダイソン、ドリュー・スマイリーなどが加入した一方で、青木や李大浩といった前年加入したメンバーのほとんどがチームを去った。
開幕から3連敗を喫し、最初の10試合で2勝8敗と大きく出遅れた。さらに先発投手に故障者が続出して、中でもスマイリーは開幕直前から訴えていた肘の痛みが悪化して6月にトミー・ジョン手術を受けることになったため1試合も投げられず、また岩隈も1勝もあげられないまま5月に故障者リスト入りするとそのままシーズン終了まで復帰せず、完全な誤算になった。
ロビンソン・カノとネルソン・クルーズがオールスターゲームに出場し、延長10回に決勝のホームランを打ったカノがMVPに選ばれた。
6月以降は勝率5割前後を推移してワイルドカード争いをしていたが終盤に失速し最終成績は78勝84敗で負け越し、16年連続でポストシーズン進出はできなかった。
2018年
マイアミ・マーリンズとのトレードでディー・ゴードンを獲得。また、FAとなっていたイチローが6年ぶりに復帰したが、イチローは5月3日にスペシャルアシスタントアドバイザー（会長付特別補佐）の契約を結び、選手として2018年シーズンの残り試合に出場しないこととなった。
5月8日のブルージェイズ戦でジェームズ・パクストンがカナダ出身の投手では73年ぶり史上2人目となるノーヒットノーランを達成した。
5月15日、ロビンソン・カノが薬物規定違反により80試合の出場停止処分となった。
チームは開幕から年間を通じて勝率5割以上を維持し続け、89勝73敗で2年ぶりに勝ち越したが、アメリカンリーグ西地区で3位、ワイルドカード争いで4位に終わり、17年連続でポストシーズン進出を逃した。
シーズン終了後に、トレードでパクストンをヤンキースへ、カノとエドウィン・ディアスをメッツへ、ジーン・セグラをフィリーズヘ、マイク・ズニーノをレイズへ、それぞれ放出した。FAとなったネルソン・クルーズもチームを去った。
2019年
本拠地の球場名がセーフコ・フィールドからネーミングライツの変更によりT-モバイル・パークとなった。
ディポートGM、サーバイス監督体制の4年目。この年も選手を大きく入れ替え、新たにアンソニー・スウォーザック、コーリー・ギアリン、ドミンゴ・サンタナ、エドウィン・エンカーナシオン、ジェイ・ブルース、マレックス・スミス、オマー・ナルバエス、ティム・ベッカム、ザック・ロスカップなどが加入。NPB埼玉西武ライオンズよりポスティングシステムで菊池雄星を獲得した。
7年ぶりに日本での開幕戦のため、アスレチックスとともに来日。3月20日・21日に東京ドームで開幕戦を2試合行ない連勝した。3月21日の試合終了後、イチローが現役引退を発表した。チームは開幕からとしてはMLB最長の20試合連続で本塁打を記録して開幕からの15試合で13勝2敗と絶好のスタートを切ったが、直後に3度の6連敗を喫するなどで、5月20日以降は地区最下位に沈んだ。順位の急降下に伴い新戦力だったロスカップ、スウォーザック、ブルース、エンカーナシオンらはオールスター前までに有力球団へ放出された。この年、チームは68勝94敗でレギュラーシーズンを終え、ポストシーズンへの進出は18年連続で出来ず、ワシントン・ナショナルズがこの年ワールドシリーズへ進出したことで、MLBで唯一ワールドシリーズへ出場したことがないチームとなった。
主力投手として長くチームに在籍していたフェリックス・ヘルナンデスは、1度もポストシーズン進出を果たせないままこの年限りでFAとなりチームを去った。

## 2020年 - 現在
2020年
平野佳寿、カール・エドワーズ・ジュニア、ネストル・コルテス・ジュニア、ケンドール・グレーブマン、セス・フランコフ、ブライアン・ショウなどが加入、エバン・ホワイトがメジャー初昇格。
新型コロナウイルスの感染拡大問題によりレギュラーシーズンは同地区内での60試合制とする特別ルールとなり、現地7月24日に開幕した。
チームは開幕から連敗スタート、8試合目で勝率5割としたのが最高でシーズン終了まで1度も白星先行は無く、27勝33敗で2年連続の負け越しを喫し、地区2位のアストロズと2ゲーム差、ワイルドカード争いではブルージェイズと5ゲーム差の3位となり、19年連続でポストシーズン進出を逃した。さらにマリナーズと同様に10年以上ポストシーズン進出から遠ざかっていたマーリンズ、パドレス、ホワイトソックスの3チームがいずれもワイルドカードを獲得したために、この時点のMLBで10年以上ポストシーズンへ出場できていない唯一のチームとなった。
エバン・ホワイトとJ.P.クロフォードがゴールドグラブ賞を、カイル・ルイスが最優秀新人選手賞を獲得した。
2021年
球団社長兼最高経営責任者のケビン・マザーが、2月5日のオンライン講演で選手編成や特定の選手について不適切な発言を繰り返し、2月22日に辞任した。
ロバート・ダガー、クリス・フレクセン、ジャック・メイフィールド、キーナン・ミドルトン、ラファエル・モンテロ、ジェイコブ・ノッティンガム、ヘクター・サンティアゴ、ポール・シーウォルド、J.T.シャギワ、ダニエル・ザモラらが加入、ホセ・ゴドイ、ローガン・ギルバート、ジャレッド・ケルニック、ワイアット・ミルズ、テイラー・トランメル、ウィル・ベストらがメジャー初昇格。
5月には本拠地で2度のノーヒットノーラン負けを喫した。
チームはレギュラーシーズンを90勝72敗の成績で3年ぶりに勝ち越し、アメリカンリーグ西地区で2位となった。ワイルドカード獲得の可能性が最終戦まで残っていたが、ヤンキースとレッドソックスに2ゲーム届かず、20年連続でポストシーズンへ進出することなくシーズンを終えた。なお、レギュラーシーズンで挙げた90勝は、この年のワールドシリーズを制覇したブレーブス（88勝）よりも多かった。
GMを務めていたジェリー・ディポートは、9月21日付で野球運営部門社長に肩書が変更された。
レギュラーシーズン終了後、ケン・グリフィー・ジュニアが球団の共同経営者になることが発表された。
当時のポストシーズン未経験の現役選手で試合出場数が最多の1480となっていたカイル・シーガーが12月29日に現役引退を表明した。
2022年
前年にサイ・ヤング賞を獲得したロビー・レイや、ジャイアンツ時代に3度のワールドシリーズ優勝を経験したセルジオ・ロモなどが加入。また打線強化のためパドレスとのトレードでアダム・フレイジャーを、レッズとのトレードでエウヘニオ・スアレスとジェシー・ウィンカーを獲得。
5月は殆ど連勝も出来ないほど低迷していたが、6月以降は調子を上げ、7月のオールスターゲーム前には14連勝して前半戦を終えた。トレードデッドラインの時はレッズからルイス・カスティーヨを獲得して、プレーオフを目指す姿勢を見せた。
マリナーズは2年連続で90勝を挙げて勝ち越し、この年ワイルドカードを獲得して21年ぶりとなるポストシーズン進出を果たした。ブルージェイズとのワイルドカードシリーズは2勝0敗で勝ち上がったが、ディビジョンシリーズでアストロズに0勝3敗で敗退してシーズンを終えた。
ジェリー・ディポートが野球運営部門社長となってから空位となっていたGMに、前GM補佐のジャスティン・ホランダーが就任した。
2023年
マリナーズは88勝74敗で3年連続のシーズン勝ち越しとなり、アメリカンリーグ西地区3位に入った。しかしブルージェイズと1ゲーム差でワイルドカードを獲得できず、ナショナルリーグからワールドシリーズに進出したダイヤモンドバックス（84勝）よりも多い勝利数をあげながらプレーオフに進出できずにシーズンを終えた。
2024年
ルイス・ウリアス、セビー・ザバラ、ミッチ・ガーバー、ホルヘ・ポランコなどが加入、シーズン途中にはランディ・アロサレーナ、イーミ・ガルシア、ジャスティン・ターナーなどを獲得した。
シーズン前半は好調で、6月19日時点ではアストロズに最大10ゲーム差をつけてアメリカンリーグ西地区の首位に立っていたが、ここから調子を落として7月24日にはアストロズに逆転されて首位から陥落した。
最終的に85勝77敗で地区2位だったが、ワイルドカード争いでタイガースに1ゲーム届かず、2年連続でポストシーズンへの進出はならなかった。
7月以降のチームの不振を受けて、監督だったスコット・サーバイスは8月22日に解任され、同日付でダン・ウィルソンが新たな監督に任命された。

## 球団の危機
1991年、シアトルは再び地元からMLB球団を失おうとしていた。当時球団オーナーであったジェフ・スマリアン（Jeff Smulyan）がマリナーズをフロリダの投資家グループに売却を検討していたためである。当時の球団は、チーム成績の低迷に伴う観客動員数の伸び悩みによって、慢性的な赤字に陥っていた。この一連の動きに対して、ワシントン州の上院議員スレイド・ゴートン（Slade Gorton）は球団の消失を回避すべく行動に移る。
1991年12月、スレイド・ゴートン上院議員は、任天堂米国法人であるNintendo of America（NOA）の荒川實社長に対してシアトル・マリナーズの買収を要請した。これを受け、翌年の1992年1月24日、任天堂の山内溥社長が任天堂本社で記者会見を開き、シアトルの投資家グループと「ザ・ベースボール・クラブ・オブ・シアトル」を結成して、シアトル・マリナーズを1億ドルで買収する意向を表明。その5日後の1月29日には、シアトル・マリナーズ球団オーナーに買収を正式に申し入れた。
しかし、任天堂が球団のオーナーとなることについて、コラムニストのボブ・グリーンをはじめとした野球関係者から反対の意見が相次いで上がった。当時のコミッショナーであるフェイ・ヴィンセントも、当初は任天堂を含むシアトルの投資家グループとの面会を拒絶。さらに、ヴィンセントと敵対関係にあったシカゴ・ホワイトソックスのオーナー、ジェリー・ラインズドルフとの権力争いにも巻き込まれる形となり、交渉は難航した。
4月3日になり、球団オーナーと売買契約書に調印したが、4月8日に行われたメジャーリーグ・オーナーシップ委員会の会議で、買収の承認は保留された。4月30日に行われた会議でも、買収の承認は再び保留された。買収が満場一致で承認されたのは、契約書に調印してから2ヵ月後の6月9日のことであった。それから2日後の6月11日には「ザ・ベースボール・クラブ・オブ・シアトル」によるシアトル・マリナーズの買収が全オーナー会議でも正式に承認された。
こうして、マリナーズはシアトルからの消滅を免れた。